# Enriqueta Martí
Enriqueta Martí Ripollés (San Felíu de Llobregat, 2 de febrero de 1868 – Barcelona, 12 de mayo de 1913) fue una criminal española, conocida popularmente como «La vampira de la calle de Poniente», «La vampira del Raval» o «La vampira de Barcelona», Se la ha considerado tradicionalmente perpetradora de secuestro, proxenetismo y asesinato en serie de niños, aunque investigaciones concurridas en 2014 creen que sólo se puede probar fehacientemente el secuestro de una niña, Teresa Guitart, por el que fue condenada.

## Biografía

### Versión «oficial»
Enriqueta Martí y Ripollés nació el 2 de febrero de 1868 en San Felíu de Llobregat. De muy joven, Enriqueta se traslada desde su ciudad natal a Barcelona, donde trabajará como niñera, pero pronto comienza a ejercer la prostitución, tanto en burdeles como en lugares dedicados a esta actividad, como eran el Puerto de Barcelona o el Portal de Santa Madrona. En 1895 se casa con un pintor llamado Juan Pujaló. La pareja tuvo una relación tormentosa, reconciliándose y separándose unas seis veces. Según Pujaló, su matrimonio fracasó por la afición de Enriqueta por los hombres, su carácter extraño, falso, impredecible y sus continuas visitas a casas de mala vida. A pesar de estar casada, no dejó de frecuentar los ambientes de prostitución ni el mundo de la gente de mal vivir. Se separaron y nunca tuvieron hijos.
Enriqueta llevaba una doble vida: durante el día, mendigaba y pedía en casas de caridad, conventos y parroquias, vistiendo harapos, mientras que de noche se vestía con ropas lujosas, sombreros y pelucas, y se hacía ver en el Teatro del Liceo, el Casino de la Arrabassada y otros lugares donde acudía la clase acomodada de Barcelona. Es probable que en estos lugares ofreciera sus servicios como proxeneta especializada en niños. En 1909 fue detenida en su piso de la calle Minerva de Barcelona acusada de regentar un burdel donde se ofrecían servicios sexuales de niños de entre 3 y 14 años. Junto a ella, fue detenido un joven de una familia de alta posición social. Gracias a sus contactos con altas personalidades barcelonesas que contrataban sus servicios como proxeneta infantil, 
Sin embargo, no tenía ninguna necesidad de mendigar, Enriqueta ofrecía sus ungüentos, pomadas, filtros, cataplasmas y pociones hechos con grasa y sangre de niños asesinados. Personas de clase alta pagaban grandes sumas de dinero por estos remedios. Los productos que utilizaba para fabricar sus remedios estaban compuestos por restos humanos de los niños que secuestraba y prostituía. De esos niños, la grasa, la sangre, los cabellos, los huesos. Sus crímenes horrorizaron a la población y fueron condenados por toda Europa.

### Detención de Enriqueta por secuestro

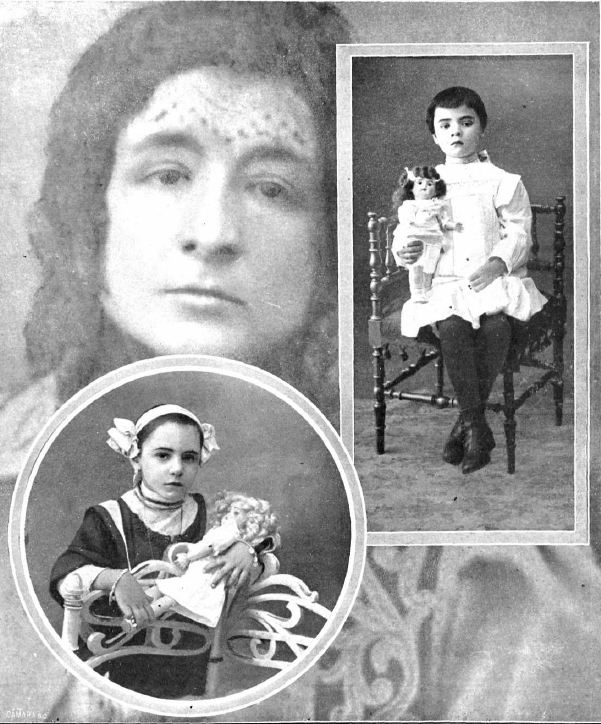
Composición fotográfica de Antonio Esplugas que muestra a Enriqueta Martí y a las dos niñas liberadas por la policía, Teresita Guitart y Angelita.

El 10 de febrero de 1912 secuestró a Teresita Guitart Congost. Durante dos semanas todo el mundo la buscó y en esta ocasión hubo una gran indignación popular, ya que se demostraba que el temor de la población por los secuestros infantiles era fundado y que las autoridades habían sido extremadamente pasivas con este tema. 
Sería una vecina, Claudia Elías, la que pondría a la policía tras la pista de Enriqueta Martí. El 17 de febrero vio a una niña con el cabello rapado mirando desde un ventanal del patio interior de su escalera. El piso era el entresuelo del número 29 de la Calle de Poniente. La señora Elías nunca había visto a esa niña. La pequeña jugaba con otra criatura y Claudia le preguntó a Enriqueta si esa niña era suya y ella le cerró la ventana sin decir una palabra. Claudia Elías, extrañada, comentó el hecho al colchonero de la misma calle, con quien tenía amistad, y le hizo saber que creía que esa pequeña era Teresita Guitart Congost y que le había hecho sospechar la extraña vida que llevaba su vecina. El colchonero se lo hizo saber a un agente municipal, José Asens, y éste a su vez se lo comunicó a su jefe, el brigada Ribot.
El 27 de febrero, con la excusa de una denuncia por tenencia de gallinas en el piso, el brigada Ribot y dos agentes más fueron a buscar a Enriqueta, que se encontraba en el patio de la calle de Ferlandina. Haciéndole saber la denuncia, llevaron a la asesina hasta su piso. Ella se mostró sorprendida, pero no opuso resistencia, probablemente para no levantar sospechas. Cuando entraron los policías, encontraron dos niñas en el piso. Una de ellas era Teresita Guitard Congost y la otra niña que se identificó a sí misma como Angelita, hija de Enriqueta, cosa que más tarde sería puesta en duda.
Teresita explicó cómo en un momento en el que se alejó de su madre, Enriqueta se la llevó de la mano prometiéndole caramelos, pero al comprobar que se la llevaba demasiado lejos de su casa, Teresita quiso volver y Enriqueta la cubrió con un trapo negro, la cogió por la fuerza y se la llevó a su piso. Nada más llegar a casa, Enriqueta le cortó los cabellos y le cambió el nombre por el de Felicidad, diciéndole que no tenía padres, que ella era su madrastra y que así debía llamarla cuando saliesen a la calle. La mal alimentaba con patatas y pan duro; no le pegaba pero sí le pellizcaba y le había prohibido salir a las ventanas y balcones. Declaró también que la solía dejar a solas con Angelita y que un día se aventuraron a mirar en las habitaciones en las que Enriqueta les tenía prohibido entrar. En esta aventura encontraron un saco con ropa de niña llena de sangre y un cuchillo para deshuesar también lleno de sangre. Nunca salió del piso durante el tiempo que estuvo secuestrada. Teresita fue devuelta a sus padres después de haber declarado.
Enriqueta fue interrogada sobre la presencia de Teresita Guitart en su casa y ella dio como explicación que la había encontrado perdida y famélica el día antes en la ronda de San Pablo. Su vecina Claudia Elías desmintió esto, porque la había visto en su casa muchos días antes de la detención.
La declaración de Angelita fue más terrorífica. Antes de la llegada de Teresita a casa había otro niño, de cinco años, llamado Pepito. Angelita declaró haber visto cómo Enriqueta lo había matado en la mesa de la cocina. Enriqueta no se dio cuenta de que la niña la había visto y Angelita corrió a esconderse en la cama y se hizo la dormida.
Además, la identidad real de Angelita pronto se puso también en entredicho: la niña no sabía sus apellidos, y decía ser hija de Enriqueta y que su padre se llamaba Juan, pero que nunca le había visto. La secuestradora sostenía que Angelita era hija suya, pero algunas vaguedades e incongruencias de las primeras declaraciones de Enriqueta les hicieron sospechar. Enriqueta cambiaba su primer apellido, Martí, por Marina. Durante las declaraciones a la policía confesó su auténtico apellido, hecho que fue corroborado por el testimonio de su marido Juan Pujaló. Con este apellido se hacía conocer y alquilaba los pisos, de los que casi siempre la echaban por no pagar el alquiler. El marido de Enriqueta se personó ante el juez por voluntad propia para saber sobre la detención de su esposa y declaró que hacía cinco años que no vivía con ella, que no había tenido hijos y que no sabía de dónde había salido la pequeña Angelita. Pujaló además declaró que Enriqueta ya le había mentido en el pasado con un falso embarazo y un falso parto. Un examen médico corroboró que Enriqueta no había parido nunca. Al final Enriqueta confesó que cuando había asistido a su cuñada María Pujaló, le había mentido haciéndole creer que la criatura había muerto al nacer para quedarse con ella.

### Testimonios y acusaciones de asesinato
En una segunda inspección del piso se encontró el saco del que hablaban las niñas, con ropa de niños llena de sangre y el cuchillo. También encontraron otro saco con ropa sucia que en el fondo tenía huesos humanos de pequeñas dimensiones, al menos una treintena. Los huesos tenían marcas de haber estado expuestos al fuego. Encontraron también un salón suntuosamente decorado con un armario con bonitos vestidos de niño y niña. Este salón contrastaba con el resto del piso, que era de una gran austeridad y pobreza, y donde olía mal. En otra habitación cerrada con llave encontraron el horror que escondía Enriqueta Martí. En ella, había unas cincuenta jarras, botes y palanganas con restos humanos en conservación: grasa hecha manteca, sangre coagulada, cabellos humanos, esqueletos de manos, polvo de hueso, etc. También botes con las pociones, pomadas y ungüentos ya preparados para su venta.
En lo referente a Pepito, se le preguntó por su paradero y ella dijo que ya no estaba con ella, que se lo había llevado al campo porque se había puesto enfermo. Repetía la excusa que le había dado a la vecina, la señora Claudia Elías, cuando ésta le preguntó por el niño, extrañada de no verlo ni escucharlo. Pepito había llegado a sus manos, según ella, porque una familia le había confiado al niño para que se hiciera cargo de él. Sabían de la existencia del pequeño tanto por el testimonio de Angelita como el de la vecina Claudia Elías, que lo había visto en alguna ocasión. El testimonio de su asesinato, explicado por Angelita, más las pruebas de la ropa encontrada en un saco, el cuchillo y algunos restos de grasa fresca, sangre y huesos, hicieron añicos la excusa de la asesina. Esos restos eran de Pepito. Tampoco pudo justificar cuál era la familia que le había confiado al niño, quedando claro así que el pequeño era otro menor secuestrado.
Fue interrogada por la presencia de huesos y otros restos humanos así como las cremas, pociones, cataplasmas, pomadas y botellas con sangre preparadas para vender que poseía en el piso y también por el cuchillo de desguazar. Enriqueta primero argumentó que hacía estudios de anatomía humana pero le hicieron saber que los huesos, según los forenses, habían sido sometidos a altas temperaturas, es decir, habían sido quemados o cocidos y presionada por los interrogatorios acabó confesando que era curandera y que utilizaba a los niños como materia prima para fabricar sus remedios. Decía ser una experta y saber confeccionar los mejores remedios y que sus preparados eran muy bien pagados por la gente adinerada y de buena posición social. En un momento de debilidad fue cuando sugirió que investigaran las viviendas de las calles Talleres, Picalqués, Juegos Florales y su casa de San Felíu de Llobregat. En ese momento ya se sabía condenada y quería beneficiarse de sus servicios como proxeneta de pedófilos. A pesar de ese momento de debilidad y de ira por la suerte que le esperaba, Enriqueta no delató ni un solo nombre de sus clientes.
Siguiendo las inspecciones, se registraron dos pisos más donde había vivido Enriqueta: un piso en la calle Talleres, un tercero en la calle Picalqués, y una casita en la calle Juegos Florales, en Sants. En todos ellos se encontraron restos humanos en falsas paredes y en los techos. En el jardín de la casa de la Calle de los Juegos Florales encontraron una calavera de un niño de tres años y una serie de huesos que correspondían a niños de 3, 6 y 8 años. Algunos restos aún tenían prendas de ropa, como un calcetín zurcido, que daba a entender que Enriqueta tenía por costumbre secuestrar niños de familias muy pobres y con escasos medios de buscar a su hijo desaparecido. Se encontró otra vivienda en San Felíu de Llobregat, propiedad de la familia de Enriqueta, donde también se hallaron restos humanos de menores en jarrones y botes, y libros de remedios. La casa pertenecía a la familia Martí, que era conocida en la población por el sobrenombre de "Lindo", pero estaba cerrada por la mala administración del padre de Enriqueta, según el testimonio del marido, Juan Pujaló.
En el piso de Poniente también se hicieron otros hallazgos: un libro muy antiguo con tapas de pergamino, un libro de notas donde había escritas recetas y pociones con una caligrafía muy elegante, un paquete de cartas y notas escritas en lenguaje cifrado y una lista con nombres de familias y personalidades muy importantes de Barcelona. Esta lista fue muy polémica ya que entre la población se creyó que era la lista de clientes ricos de Enriqueta. La gente creía que no pagarían por sus crímenes de pederastia o de compra de restos humanos para curar su salud por el hecho de ser gente rica. La policía intentó que la lista no transcendiera. Pero corrió el rumor de que en ella había médicos, políticos, empresarios y banqueros. Las autoridades, que tenían la Semana Trágica muy presente, y con el temor de que hubiese un motín popular, calmaron los ánimos de la gente, haciendo que el ABC publicase un artículo donde se explicaba que en la famosa lista solo había nombres de personas a quien Enriqueta mendigaba y que estas familias y personalidades habían sido estafadas por las mentiras y ruegos de la asesina.
Enriqueta fue encarcelada, en espera de juicio, en la prisión Reina Amalia de Barcelona, institución demolida en 1936. Intentó suicidarse cortándose las venas con un cuchillo de madera, cosa que hizo estallar la indignación popular, porque la gente quería que Enriqueta llegase a juicio y fuese ajusticiada en el garrote vil, además de revelar las identidades de su clientes. Las autoridades de la prisión hicieron saber mediante la prensa que se habían tomado medidas para que Enriqueta no se quedara nunca sola, haciendo que tres de las reclusas con más carisma de la prisión compartieran celda con ella. Tenían instrucciones de destaparle las sábanas en caso de que se tapara para evitar que se abriese las venas con los dientes.
Una aragonesa de Alcañiz la reconoció como la secuestradora de su hijo de meses, unos seis años antes, en 1906. Por aquel entonces Enriqueta, con una extraordinaria amabilidad para con la mujer exhausta y famélica por un viaje muy largo desde su tierra, consiguió que le dejara a su hijo. Con una excusa ingeniosa se alejó de la madre para después desaparecer. La madre nunca recuperó a su hijo ni tampoco llegó a saber qué hizo con él.
Enriqueta, sin embargo, nunca llegó a juicio por sus crímenes. Un año y tres meses después de su detención, en la madrugada del 12 de mayo de 1913 falleció, estando el proceso en su contra aún en fase de instrucción. Oficialmente falleció de una larga enfermedad (seguramente cáncer de útero), aunque, según la versión más popular, sus compañeras de prisión la mataron linchándola en uno de los patios del penal. Su fallecimiento prematuro no dio oportunidad de que en un juicio se supiese toda la verdad y todos los secretos que escondía. Fue enterrada con toda discreción en la fosa común del Cementerio del Sudoeste, situado en la montaña de Montjuïc de Barcelona.

### Investigaciones recientes
El escritor barcelonés Jordi Corominas en su libro Barcelona 1912 (publicado en 2014), realizó una exhaustiva investigación sobre la vida de Enriqueta Martí. Repasando las crónicas periodísticas que se publicaron del caso en la época, advirtió que muchos cronistas incidían especialmente en la información escabrosa que se publicó los primeros días, pero prescindiendo de realizar un posterior seguimiento riguroso. En opinión de Comillas, Enriqueta Martí, fue en realidad una mujer marcada por un hecho que le destrozó la vida, la muerte de un hijo, con apenas diez meses, a causa de la malnutrición. En palabras de Corominas: "Perturbada por esa situación -concluye Corominas- secuestró a Tereseta". Tal vez para buscarle una compañía a Angeleta, la otra niña que ella cuidaba, en el piso que compartía con el abuelo. Pero la suya no era una mente analítica ni criminal. Hoy hubiera recibido atención psiquiátrica". La faceta de Enriqueta Martí como asesina serial, sería para Corominas parte de una leyenda negra infundada para tapar casos de escándalos sexuales a menores realizados por las clases altas de la sociedad y el rapto de niños con fines medicinales que aquejaban a las clases altas de la época. Según sus palabras: "Enriqueta no era una asesina sino más bien paradigma de una Barcelona pobre y desesperada que era la que no acostumbraba a salir en los medios.[...] Muchos de quienes volvieron a explicar el caso se limitaron a leer las reseñas de esos primeros días pero dejaron de investigar los últimos rastros del relato." En su libro, Corominas explica que los restos de sangre hallados en su casa, eran de Enriqueta, que sufría un cáncer de útero que le provocaba hemorragias vaginales. Por su parte, los restos óseos encontrados en su piso tampoco se demostraron que fueran de niños recientemente asesinados, según Corominas fueron probablemente extraídos de algún cementerio y utilizados como amuletos mágicos, y otros serían de animales usados para cocinar, gallinas y huesos de cerdo. Además considera que no se demostró la existencia de los "ungüentos" que Enriqueta realizaba como remedios medicinales.
También en 2014, la historiadora del arte y escritora Elsa Plaza también ha investigado la vida y personalidad de Enriqueta más allá de su leyenda popular como "asesina de niños". Según Plaza, Enriqueta moriría en la Prisión Reina Amalia, pero no apaleada por sus compañeras de celda sino de cáncer de útero. Añade, además, la escritora: "Lo único cierto es que Enriqueta secuestró a Teresita por motivos que nunca conoceremos. Su abogado defendió que sufría un trastorno por no poder ser madre. Angelita era su sobrina y ella la cuidaba. Respecto a los huesos, se demostró que eran de una persona de unos 25 años. Ella era curandera y, en aquella época, se pensaba que tener determinados tipos de huesos en casa traía suerte."

## En la cultura popular

### Literatura
- Los diarios de Enriqueta Martí de Antonio Gracia José, Pierrot:

Novela que se centra en unos supuestos diarios que Enriqueta Martí escribió antes de comenzar su carrera de asesina. Ilustrado por el propio autor.
- El misterio de la calle Poniente de Fernando Gómez:

En febrero de 1912 la desaparición de una niña de tres años conmocionó todos los rincones de Barcelona. La investigación y los descubrimientos posteriores mostraron a la opinión pública una serie de macabros asesinatos que estremecieron una ciudad que pasaba la resaca revolucionaria de la Semana Trágica. Parece ficción, pero no lo es. Por las páginas de éste libro deambulan una suerte de personajes que ayudan a conformar la historia. Individuos de carne y hueso, muchos de ellos incapaces de ser los protagonistas de su propia historia. Vistos por separado sólo tienen el valor de lo anecdótico, pero en su conjunto convergen para perfilar fielmente el auténtico rostro de una despiadada criminal, Enriqueta Martí.
Enriqueta, mendiga de día y marquesa de noche, conoce el poder desde el lado más oscuro. La sangre fresca es su preciada mercancía, los niños sus proveedores y una burguesía enferma sus clientes.
- La mala dona de Marc Pastor:

Al inspector Moisés Corvo, bebedor y pistolero, le gusta la calle y la escucha; y en la calle comienza a hablarse a voz baja de niños que desaparecen, hijos de prostitutas que callan por miedo. Corvo decide preguntar, incrustarse en esa Barcelona de 1912 que tan bien conoce. Por deber y por afición, que las tiene: las tabernas y los prostíbulos. Pregunta a quien debe y a quien no, en el Chalet del Moro y en el casino de la Arrabassada, hasta que los superiores le ordenan que abandone. Pero a Corvo y a su inseparable Juan Malsano no los frena cualquiera, y menos ahora que comienzan a vislumbrar a una mala mujer, fría y calculadora, que sabe cuidarse muy bien, por lo que se ve. Pero no tanto. Ni los clientes para los que busca menores y chantajea podrán callar sus crímenes: mucho más crueles y depravados de los que Corvo era capaz de imaginar.
- El cielo bajo los pies de Elsa Plaza:

El caso que conmocionó la Barcelona de 1912. Enriqueta Martí, llamada por la maledicencia popular "la vampira del Raval" y "la mala mujer", fue asediada por todo tipo de rumores desde el mismo momento en que la policía la detuvo, acusada de hacer desaparecer niños con los más aberrantes propósitos, desde convertirlos en objetos de placer de las clases más pudientes, hasta hacer ungüentos destinados a proporcionar la inmortalidad. Sin embargo, cuando una joven e indómita periodista pone todo su empeño en discernir qué se oculta tras estos aparatosos casos de desapariciones infantiles y explotación infantil, no tarda en surgir ante sus ojos toda una trama que se bifurca por los escenarios más inesperados: de los arrabales parisinos a los lujosos pisos de la alta burguesía catalana, de los café concierto y los prostíbulos de los barrios más turbios a los casinos y salas de fiesta de postín.

### Teatro
- La vampira del carrer ponent o Els misteris de Barcelona de Josep Arias Velasco.
- La vampira del Raval. Obra de teatro musical inspirada en el personaje de Enriqueta Martí, protagonizada por Pep Cruz, Mingo Ràfols, Roger Pera, Roser Batalla, Mercè Martínez, Lluís Parera, Jordi Coromina, Valentina Raposo y Óscar Muñoz. Música de Albert Guinovart y dirección de Jaume Villanueva. Se estrenó en diciembre de 2011 en el Teatro del Raval.

### Cine
- En el cortometraje de animación stop-motion dirigido por Anna Solanas y Marc Riba, Les bessones del carrer de Ponent, estrenado en 2010.
- Ricard Reguant prepara para la productora Fausto PC la adaptación al cine de la historia de Enriqueta Martí: La vampira de Barcelona para el 2011, con fecha de estreno en el 2012. Con guion de Miguel Ángel Parra e Iván Ledesma.
- En la película española Diamond flash de 2011, dirigida por Carlos Vermut, el personaje de Enriqueta está inspirado en Enriqueta Martí. En la película, Enriqueta controla una organización que se dedica al secuestro de niños.
- En 2020 se estrenó la película La vampira de Barcelona (película de 2020), dirigida por Lluís Danés a partir del guion coescrito por Lluís Arcarazo y María Jaén. El estreno tuvo lugar en el Festival Internacional de Cine Fantástico de Sitges, donde ganó el Premio del Público.

### Televisión
- En los programas números 20 y 35 de la primera temporada de Cuarto milenio (programa de televisión), emitida en 2006, se trató el tema de la llamada vampiresa.
- En la segunda temporada de la serie El Ministerio del Tiempo, la criada de la casa de la familia de Amelia Folch se revela como Enriqueta Martí en el capítulo 18 titulado "Separadas por el tiempo".
- En el programa de televisión uruguayo Voces anónimas de Teledoce, se hace mención a la historia de Enriqueta Martí en el capítulo titulado "Emi, mi mejor amigo", (que según se cuenta, era un payaso de juguete, con el cuál Enriqueta atrapaba a los niños).

### Cómic
- En La vampira de Barcelona (Norma editorial 2017) con guion de Iván Ledesma más Miguel Ángel Parra y dibujo de Jandro González se trata el caso.